# 石浜駅
石浜駅（いしはまえき）は、愛知県知多郡東浦町大字石浜字なかねにある、東海旅客鉄道（JR東海）武豊線の駅である。駅番号はCE03。
大府駅と武豊駅を結ぶ武豊線の中間駅（途中駅）の一つで、東浦町東部の石浜地区に位置する。

## 歴史
石浜駅は、1886年（明治19年）の武豊線開通から70年以上経った1957年（昭和32年）4月に開業した。
開業より20年以上前の1933年（昭和8年）に、武豊線では蒸気機関車牽引列車に替わって気動車による列車が運行を開始した。これにあわせて東浦町内では北部森岡地区に尾張森岡駅、南部の生路地区に尾張生路駅、藤江地区に藤江駅（すべて1944年休廃止）が新設されたが、石浜地区も駅設置の候補地であった。戦後になって駅の新設を求める声が多くなり、1953年ごろから陳情も行われた結果1956年（昭和31年）10月に新駅設置が認可され、翌年の開業となった。
開業時から旅客のみの取り扱いで貨物や荷物の取り扱いは行っておらず、その後開始されることもなく1987年（昭和62年）の国鉄分割民営化を迎え、JR東海に継承されている。

### 年表
- 1957年（昭和32年）4月15日：国鉄武豊線の緒川・東浦間に開業。旅客のみを取り扱った[3]。
- 1987年（昭和62年）4月1日：国鉄分割民営化に伴い、東海旅客鉄道（JR東海）が継承[4]。
- 1989年（平成元年）3月16日：下りホームと跨線橋を増設し、列車交換設備の供用を開始[5][6]。
- 2006年（平成18年）11月25日：ICカード「TOICA」の利用が可能となる。

## 駅構造
2面2線の地上駅。単線区間にある交換駅であり、列車交換が可能である。
列車の交換（行き違い）設備が新設されたのは1989年（平成元年）のことで、隣の緒川駅の高架化工事に伴い設置された。それ以前の1983年時点の配線図によれば、ホームは西側（現在の1番線）のみで、上下列車ともにこのホームを使用していた。
1番線側に出入口があるが、駅舎は設置されていない。2つのホームは跨線橋で繋がっている。無人駅（駅員無配置駅）で、管理駅である大府駅に管理されている。なお、JR東海は2013年10月1日より線内の6駅に「集中旅客サービスシステム（現・お客様サポートサービス）」を導入したが、当駅はその対象外となっている。

### のりば
| 番線 | 路線      | 方向 | 行先             |
| ---- | --------- | ---- | ---------------- |
| 1    | CE 武豊線 | 上り | 大府・名古屋方面 |
| 2    | CE 武豊線 | 下り | 武豊方面         |

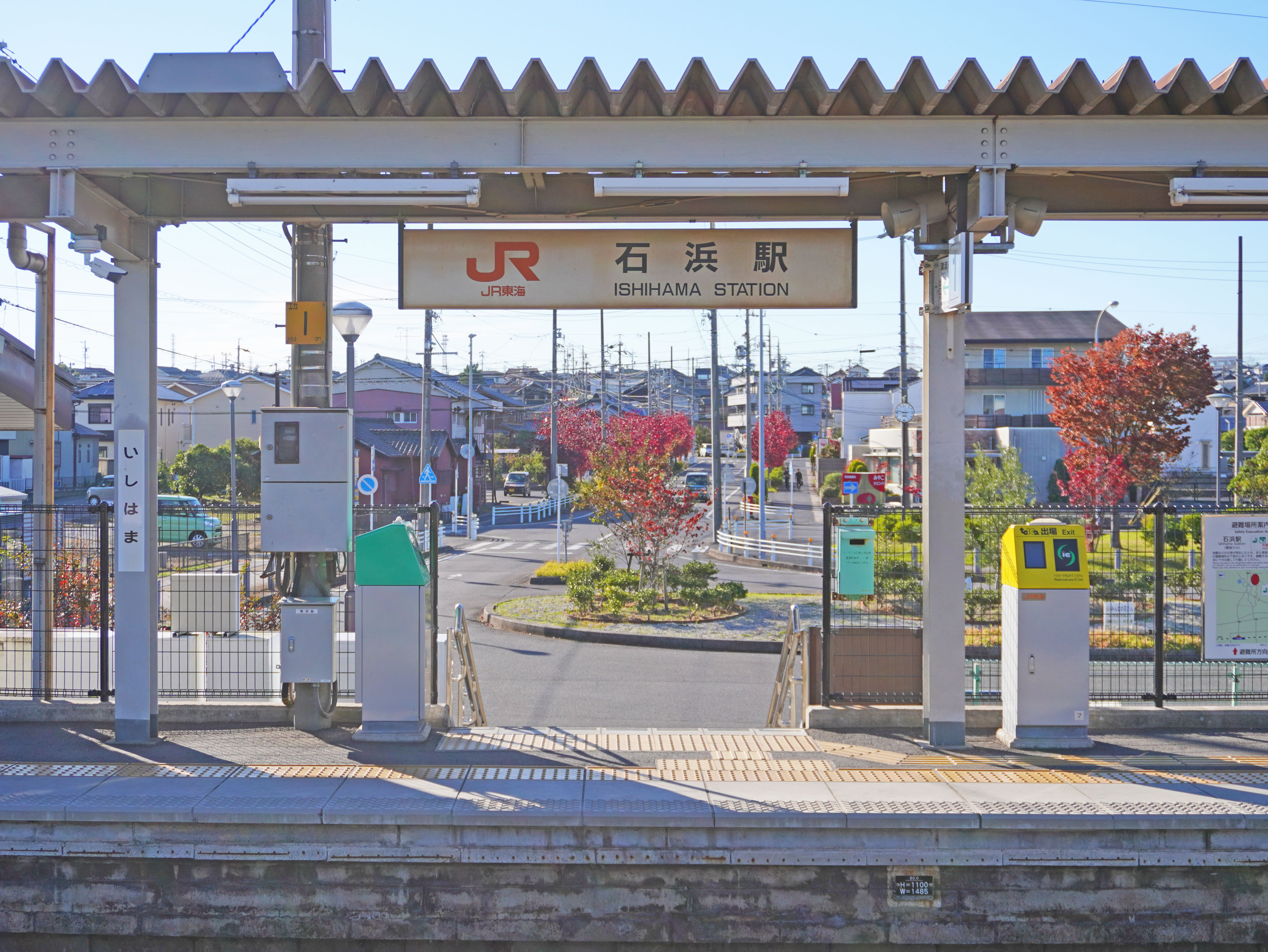
改札口（2022年11月）
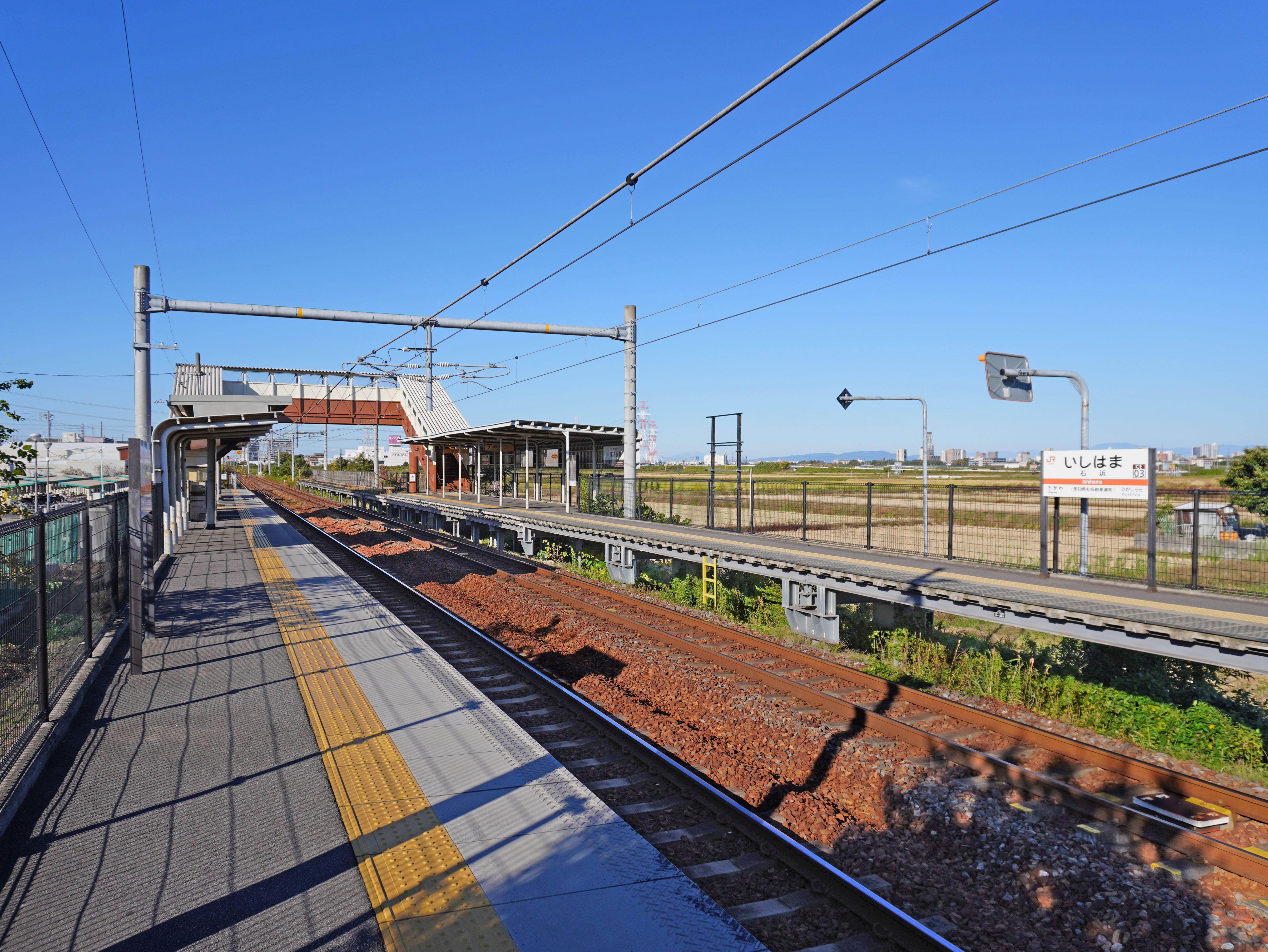
ホーム（2022年11月）
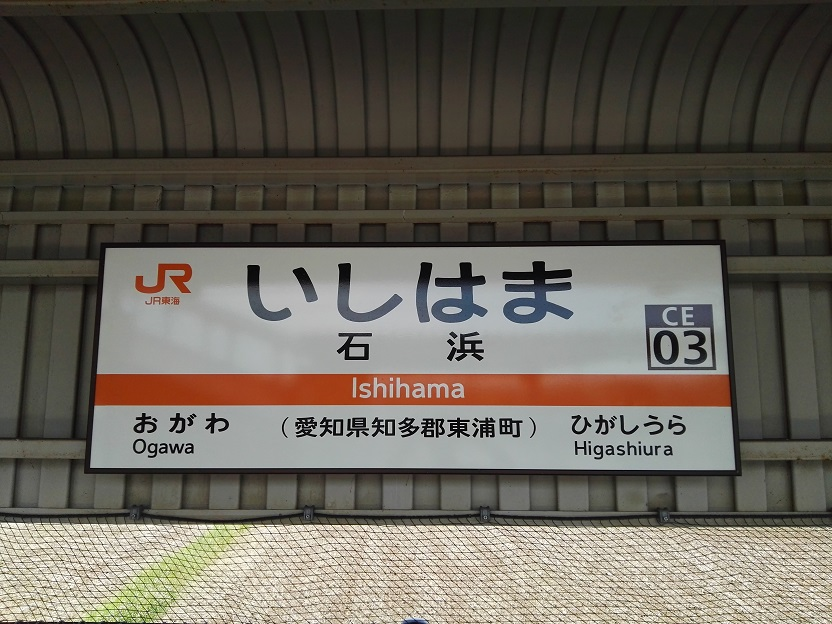
駅名標（2019年6月）

## 利用状況
「愛知県統計年鑑」および「知多半島の統計」によれば、1日平均の乗車人員は以下の通りであった。
| 1日平均の乗車人員の推移 | 1日平均の乗車人員の推移 | 1日平均の乗車人員の推移 |
| 年度                    | 乗車人員                | 出典・備考              |
| ----------------------- | ----------------------- | ----------------------- |
| 1958年度                | 266人                   | [ 13 ]                  |
| 1959年度                | 246人                   | [ 14 ]                  |
| 1960年度                | 287人                   | [ 15 ]                  |
| 1961年度                | 319人                   | [ 16 ]                  |
| 1962年度                | 306人                   | [ 17 ]                  |
| 1963年度                | 315人                   | [ 18 ]                  |
| 1964年度                | 335人                   | [ 19 ]                  |
| 1965年度                | 342人                   | [ 20 ]                  |
| 1966年度                | 不明                    | （記載なし）            |
| 1967年度                | 367人                   | [ 22 ]                  |
| 1968年度                | 416人                   | [ 23 ]                  |
| 1969年度                | 382人                   | [ 24 ]                  |
| 1970年度                | 370人                   | [ 25 ]                  |
| 1971年度                | 不明                    | （記載なし）            |
| 1972年度                | 不明                    | （記載なし）            |
| 1973年度                | 不明                    | （記載なし）            |
| 1974年度                | 不明                    | （記載なし）            |
| 1975年度                | 不明                    | （記載なし）            |
| 1976年度                | 650人                   | [ 31 ]                  |
| 1977年度                | 641人                   | [ 32 ]                  |
| 1978年度                | 615人                   | [ 33 ]                  |
| 1979年度                | 624人                   | [ 34 ]                  |
| 1980年度                | 616人                   | [ 35 ]                  |
| 1981年度                | 600人                   | [ 36 ]                  |
| 1982年度                | 738人                   | [ 37 ]                  |
| 1983年度                | 750人                   | [ 38 ]                  |
| 1984年度                | 665人                   | [ 39 ]                  |
| 1985年度                | 676人                   | [ 40 ]                  |
| 1986年度                | 656人                   | [ 41 ]                  |
| 1987年度                | 692人                   | [ 42 ]                  |
| 1988年度                | 734人                   | [ 43 ]                  |
| 1989年度                | 798人                   | [ 44 ]                  |
| 1990年度                | 874人                   | [ 45 ]                  |
| 1991年度                | 837人                   | [ 46 ]                  |
| 1992年度                | 881人                   | [ 47 ]                  |
| 1993年度                | 1,026人                 | [ 48 ] [ 49 ]           |
| 1994年度                | 1,001人                 | [ 50 ] [ 49 ]           |
| 1995年度                | 950人                   | [ 51 ] [ 49 ]           |
| 1996年度                | 867人                   | [ 52 ] [ 53 ]           |
| 1997年度                | 799人                   | [ 54 ] [ 53 ]           |
| 1998年度                | 758人                   | [ 55 ] [ 56 ]           |
| 1999年度                | 720人                   | [ 57 ] [ 58 ]           |
| 2000年度                | 746人                   | [ 58 ]                  |
| 2001年度                | 770人                   | [ 58 ]                  |
| 2002年度                | 778人                   | [ 59 ]                  |
| 2003年度                | 789人                   | [ 59 ]                  |
| 2004年度                | 779人                   | [ 59 ]                  |
| 2005年度                | 829人                   | [ 60 ]                  |
| 2006年度                | 855人                   | [ 60 ]                  |
| 2007年度                | 912人                   | [ 60 ]                  |
| 2008年度                | 952人                   | [ 61 ]                  |
| 2009年度                | 972人                   | [ 61 ]                  |
| 2010年度                | 960人                   | [ 61 ]                  |
| 2011年度                | 964人                   | [ 62 ]                  |
| 2012年度                | 971人                   | [ 63 ]                  |
| 2013年度                | 1,022人                 | [ 63 ]                  |
| 2014年度                | 1,027人                 | [ 64 ]                  |
| 2015年度                | 1,095人                 | [ 65 ]                  |
| 2016年度                | 1,166人                 | [ 66 ]                  |
| 2017年度                | 1,221人                 | [ 67 ]                  |
| 2018年度                | 1,241人                 | [ 67 ]                  |
| 2019年度                | 1,239人                 | [ 68 ]                  |
| 2020年度                | 1,019人                 | [ 69 ]                  |
| 2021年度                | 1,067人                 | [ 69 ]                  |
| 2022年度                | 1,148人                 | [ 69 ]                  |

## 停車列車
石浜駅には、全列車が停車するが、2018年3月のダイヤ改正まで運行されていた快速列車は停車しなかった。

## 駅周辺

### 周辺の施設
- 東浦町中央図書館
- 東浦町立東浦中学校
- 半田信用金庫東浦支店
- 豊田自動織機石浜事業所
- セブン-イレブン石浜駅西店

### バス路線
駅西側に「石浜駅」バス停から東浦町運行バスう・ら・らが乗り入れていたが現在は廃止

## 隣の駅
東海旅客鉄道（JR東海）
CE 武豊線
■区間快速・■普通
緒川駅 (CE02) - 石浜駅 (CE03) - 東浦駅 (CE04)